# Tausret
Tausret, dcera Merenptaha a jeho druhé ženy Tachat, se stala ženou Sethiho II., po jeho smrti ve spojenectvím s vlivným vezírem a kancléřem Bayem dosadili na trůn mladistvého Siptaha, který po necelých 6 letech ve věku asi 16 let zemřel. Tausrat se také, asi v 6. roce vlády Sitptaha, přičinila na odstranění ambiciózního vezíra Baye jeho exekucí. Tausret již za života Siptaha byla vzhledem k jeho mládí a také fyzickým indispozicím jeho regentkou a po jeho smrti se prohlásila za královnu v pozici panujícího faraona. Relativně samostatně vládla ještě dva roky 1192–1191 př. n. l.

## Vláda

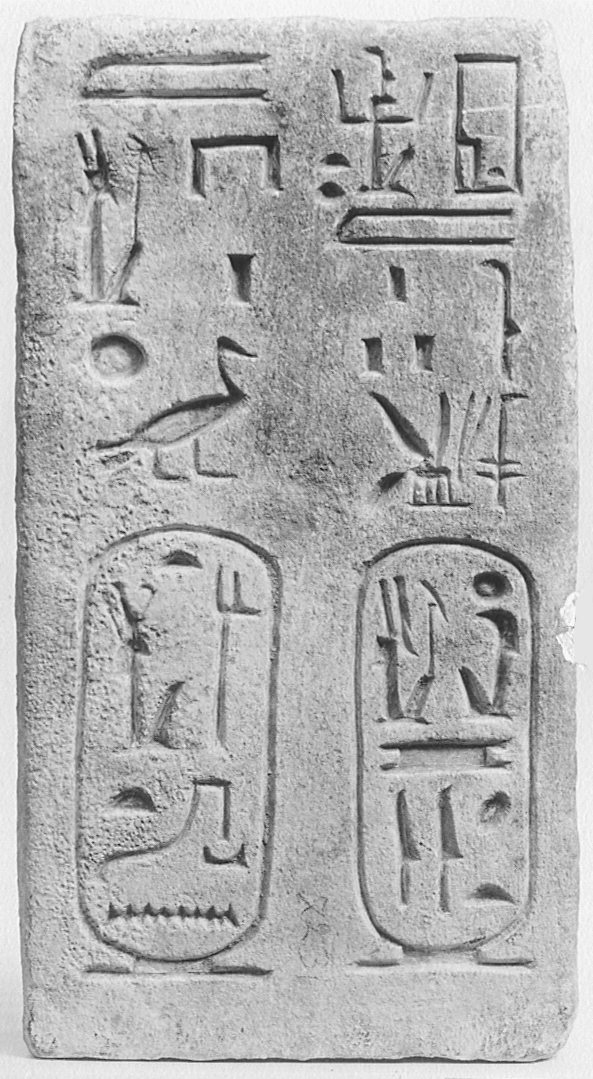
Cihla s kartuší královny Tausret

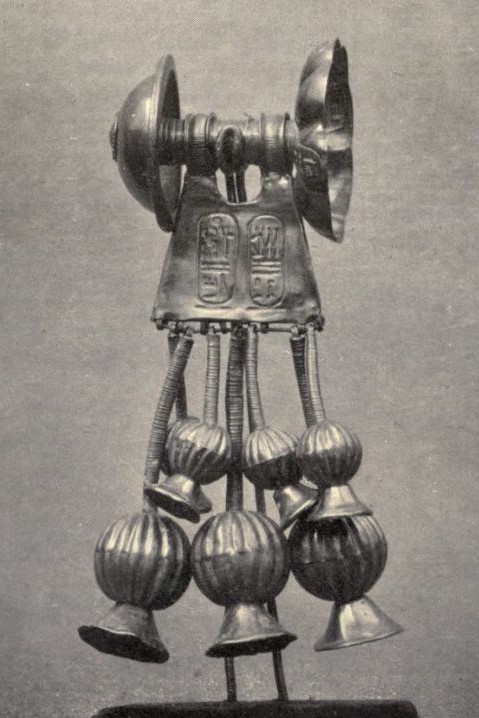
Zlaté náušnice Tausret; foto Emil Brugsch 1913

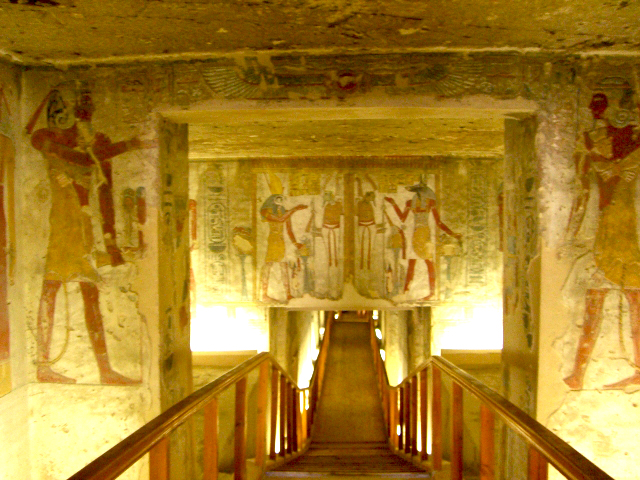
Hrobka KV14

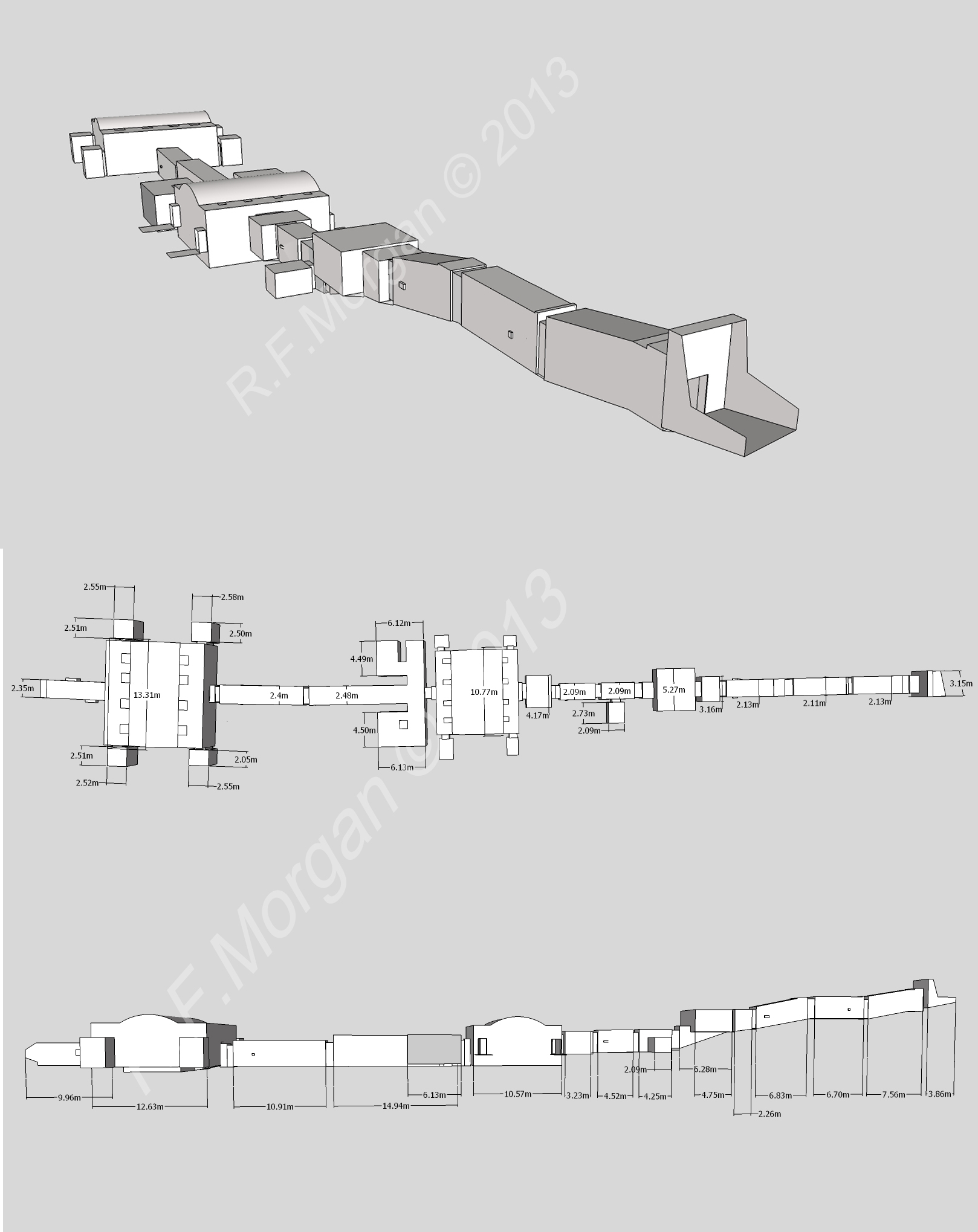
Izometrický model hrobky KV14

Její téměř osmiletý vliv na dění v říši nebyl úspěšný, chaotické děje vedly k rozkladu vládních struktur, ztráty vlivu v tradičních vazalských zemích. Politickou situaci v Egyptě na konci 19. a nástup 20. dynastie popisují nápisy na stéle Setnachta nalezené v Elephantině 1971. Významná sdělení rovněž nabízí rozsáhlý text v Harrisově papyrusu. Období od konce vlády Sethiho II. až do vlády zakladatele 20. dynastie Setnachta je nazýváno „prázdná doba“. Centrální vláda se rozpadla, vládu prováděli lokální vládci, ze severu na Egypt útočily kmeny Amoritů. Mocenské postavení Egypta se významně oslabilo. Královna Tausret byla nahrazena zakladatelem 20. dynastie Setnachtem. Přijatá chronologie nenaznačuje, že převzetí moci se odehrálo nenásilně, také se uvádí možnost dobrovolné demise královny.

## Palác královny
Tausret si nechala vybudovat, patrně již za vlády Sethiho II., svůj palác (zádušní chrám) v blízkosti chrámu Merenptaha. Prvně jej objevil, identifikoval a podrobně popsal Petrie 1897. V jedné z bočních komor narazil na dosti rozsáhlý depozit, nádoby, glazované destičky, některé s kresbou skaraba. Na řadě předmětů byly kartuše královny. Překvapivý byl nález 23 měděných plátů, dokonce byly nalezeny formy pro odlévání měděných předmětů, tenké pláty mědi určené jako obal dřevěných tyčí, také nástroje ve tvaru dlát na opracování dřeva. Desítky různých zbraní, seker, nožů, prutů. Na pěti pískovcových blocích se nacházela Tausretina kartuš. Expedice Arizonské univerzity, prováděná v letech 2004–2011, sumarizovala nálezy Petrieho a dodatečné expedicí nalezené na celkový počet 1942 artefaktů, které jsou roztroušené v různých sbírkách po celém světě. Systematicky jsou shromažďovány v Petrie Museum v Londýně. Ve zprávě o expedici je uveden aktuální model Tausretina paláce.

## Hrobka KV14

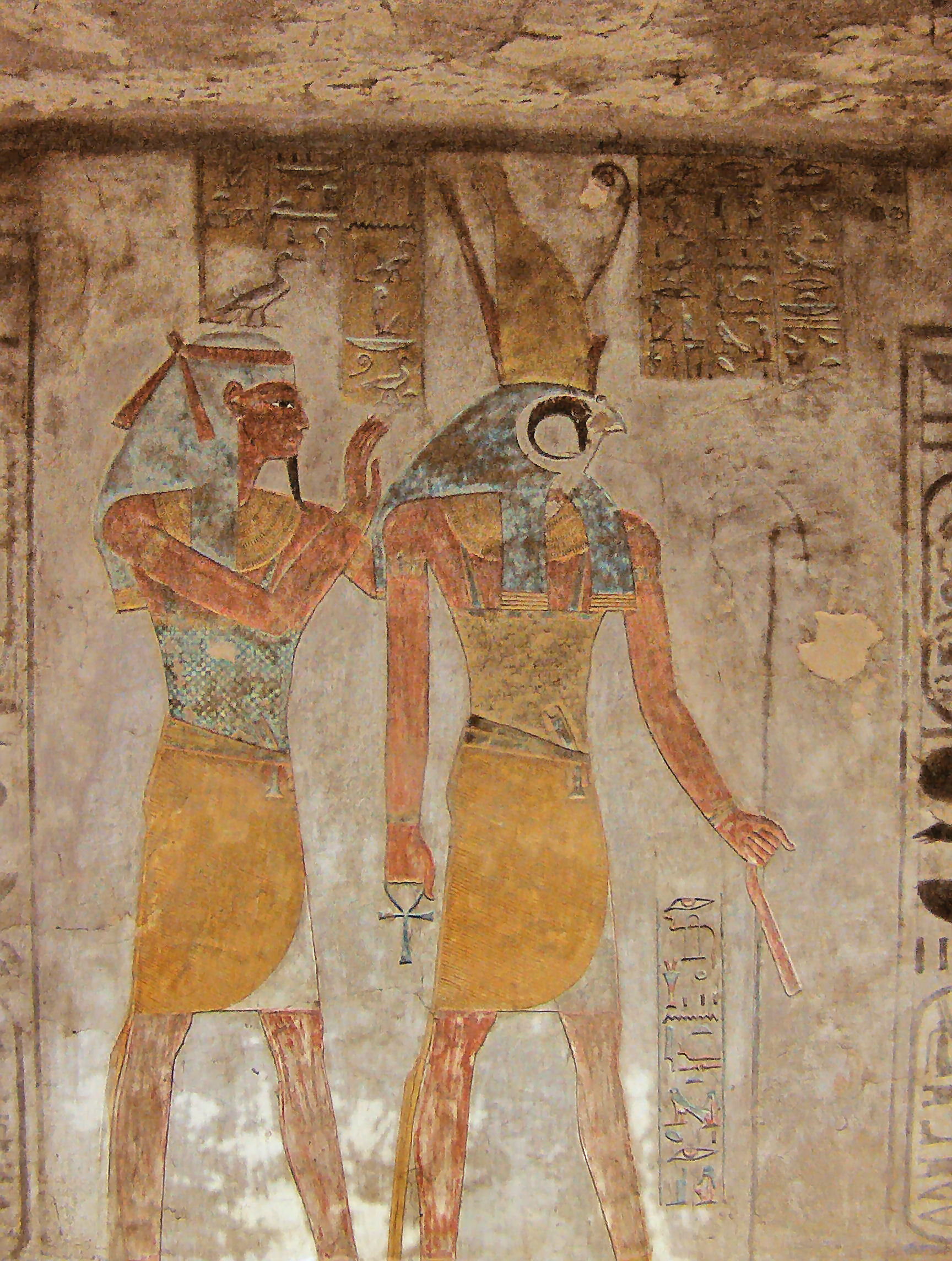
Bohové Horus a Geb v hrobce KV14

Tausret si dala zbudovat hrobku již ve druhém roce vlády Sethiho II. Její umístění v Údolí králů, bylo v rámci 19. dynastie zcela ojedinělé a také její konstrukce nekopírovala jiné již zbudované v 18. a 19. dynastii. Hrobka měla několik chodeb a komor podél osy s vyústěním do osmicípé komory s klenutým stropem. Stavba byla po dobu konfliktů mezi Sethim a Amenmessem pozastavena a k obnovení došlo až ve druhém roce vlády Siptaha, kdy již vykonávala svoji regentskou vládu. Do hrobky byl vložen žulový sarkofág a hrobka byla bohatě vyzdobena, např. scéna Tausret se Siptahem obětují bohu úrody Geb. Další historie hrobky po smrti Tausret se odehrála za vlády Ramesse III., který si hrobku přivlastnil a věnoval ji památce svého otce Setnachta. Sarkofág Tausret byl přemístěn do KV13 a později přeznačen pro syna Ramesse VI. Amenherchepšefa.

## Konec19. dynastie
Érou královny Tausret se nepříliš úspěšné období Egyptu uzavřelo. Vrcholné období 19. dynastie dosáhla za vlády Ramesse II., a to zhruba v polovině jeho dlouhé vlády, kdy se smlouvou o míru a vzájemné spolupráci s Chetity ukončily více než několik desítek let trvající vzájemné boje o hraniční oblast na severu Egypta, přibližně v oblasti Palestiny. Ramesse II. po sobě zanechal více než 120 dětí, které přirozeně usilovaly o podíl na dědictví. Následnictví se ujal jeho 13. syn Merenptah, který po celou dobu své vlády bojoval s invazí Libyjců, aby nakonec unaven předal následnictví synovi Sethimu II. Egypt se rozpadl na sever ovládaný Sethim, jih a Núbii uzurpoval Amenmesse. Vdova, regentka Siptaha a královna Tausret nebyla připravená ani schopná rozkladu zabránit. Vládnoucí struktury se rozpadly, moc si přivlastnili místní vládci, vojenská moc Egypta neměla potřebné zajištění. Od smrti Ramsesse II. tedy uplynulo jen kolem 22 let a země byla na počátku kolapsu. Řada znaků již byla naplněna.